# Jake Ageidu
Jake Ageidu (ur. 5 stycznia 1986) – nauruański bokser, uczestnik Igrzysk Wspólnoty Narodów 2010, brązowy medalista Igrzysk Pacyfiku 2007 oraz złoty medalista Igrzysk Pacyfiku 2011.
Podczas Igrzysk Wspólnoty Narodów 2010 wziął udział w zawodach wagi ciężkiej. W pierwszej rundzie pokonał reprezentanta Wysp Cooka, Jubilee’a Aramę. W ćwierćfinale został pokonany przez Juniora Fa, z Tonga, a tym samym Ageidu zajął 5. miejsce.